# Kali Pait
Kali Pait är ett periodiskt vattendrag i Indonesien.   Det ligger i provinsen Jawa Timur, i den sydvästra delen av landet, 800 km öster om huvudstaden Jakarta.